# 施瓦茨河 (阿河支流)
52°3′58.67″N 8°30′29.26″E / 52.0662972°N 8.5081278°E

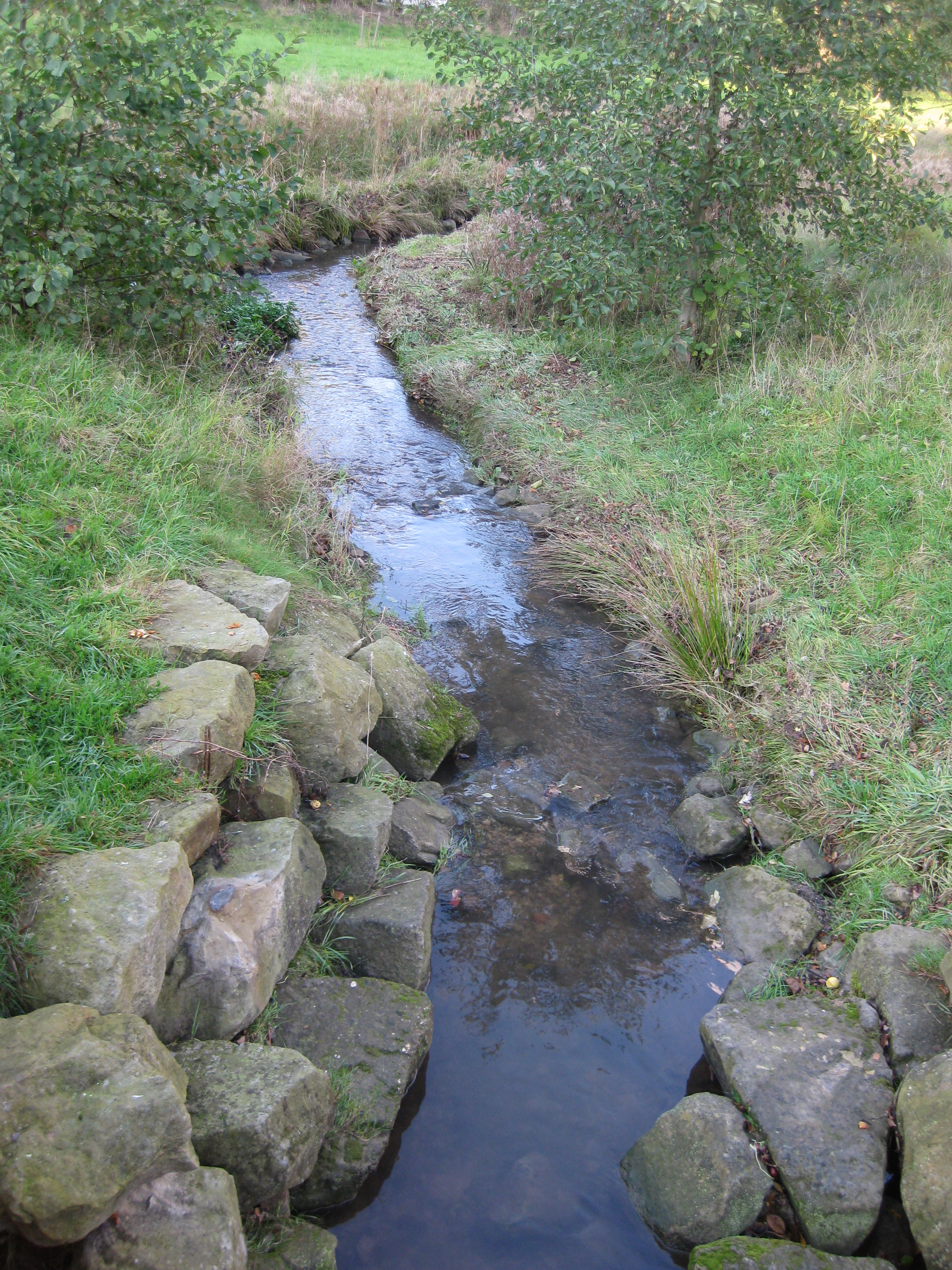

施瓦茨河（德語：Schwarzbach），是德國的河流，位於該國西部，處於北萊茵-威斯特法倫州，屬於阿河的右支流，河道全長10.4公里，流域面積40.3平方公里。